# Guillaume de Montmorency, seigneur de Thoré
Guillaume de Montmorency, seigneur de Thoré (* 1546 oder 1547; † 1594) war ein französischer Offizier während der Hugenottenkriege und ein Ritter des Michaelsordens. Als Seigneur von Thoré-la-Rochette wurde er auch kurz nur Thoré genannt. Aus dem Haus Montmorency stammend, unterstützte er in den französischen Religionskriegen zunächst die katholische Seite, kämpfte aber später für die Protestanten. Als Mitglied der sogenannten Malcontents (deutsch: Unzufriedenen) war er einer der Hauptfiguren im Fünften Hugenottenkrieg.

## Familie
Guillaume de Montmorency kam 1546 oder 1547 als jüngster von fünf Söhnen des Connétables Anne de Montmorency und dessen Frau Madeleine de Savoie zur Welt.
Aus dynastischen Gründen verheirateten seine Eltern ihn 1561 mit Léonore, Tochter Jeans d’Humières. Diese Verbindung sollte das beträchtliche Erbe in der Picardie für das Haus Montmorency erhalten, denn Léonores Tante Charlotte hatte 1525 Annes jüngeren Bruder Francois de Montmorency, seigneur de La Rochepot geheiratet und beträchtlichen Landbesitz mit in die Ehe gebracht. Da diese jedoch kinderlos geblieben war, drohte der Verlust des dortigen Besitzes, dem man mit der Ehe Guillaumes und Léonores zu begegnen suchte. Aber auch aus dieser Verbindung gingen keine Kinder hervor; Léonore d’Humières starb bereits 1563.
Guillaume heiratete 1581 erneut. Seine zweite Frau war eine entfernte Verwandte: Anne de Lalaing, Tochter Antoine de Lalaings, des Grafen von Hoogstraten. Sie brachte das Artois-Erbe ihres Onkels, Floris de Montmorency, baron de Montigny mit in die Ehe. Das einzige Kind aus dieser Verbindung war Madeleine, die 1597 Henri de Luxembourg, duc de Piney, heiratete.

## Leben
Wie seine Brüder vor ihm schlug Guillaume eine militärische Laufbahn ein. Im Dienst des französischen Königshauses nahm er gemeinsam mit seinen drei Brüdern Charles, François und Henri I. im November 1567 an der Schlacht bei Saint-Denis (1567) teil. Henri verzichtete 1572 zu Guillaumes Gunsten auf das Amt des Colonel général der Leichten Kavallerie (französisch: colonel-général de la cavalerie légère), das dieser bis 1574 bekleidete. 
Zu Beginn des Jahres 1574 bildete sich eine Gruppierung, die mit der Politik des französischen Königshauses nicht einverstanden war und unter ihrem Dach unzufriedene Mitglieder der größten und wichtigsten französischen Adelshäuser, darunter auch alle Montmorency-Brüder, sowie gemäßigte Katholiken und Hugenotten vereinte. Sie nannten sich Les Malcontents und planten als Nachfolger des schwer kranken Karls IX. nicht den legitimen Thronerben Heinrich III., sondern dessen jüngeren Bruder François-Hercule zu etablieren. Diese Verschwörung bildete den Anfang des Fünften Hugenottenkrieges. Nachdem das Komplott aber im Frühjahr des gleichen Jahres aufgedeckt und mehrere Malcontents entweder hingerichtet oder in der Bastille inhaftiert worden waren, flüchtete Guillaume ins Ausland, kehrte jedoch als Führer eines Kontingents deutscher Söldner nach Frankreich zurück. Seine Soldaten sollten protestantische Truppen unterstützen, wurden aber am 10. Oktober 1575 von katholischen Truppen unter Führung Henris I. de Lorraine in der Schlacht bei Dormans geschlagen. Zuvor soll ihm durch Katharina von Medici, als sie vom Herannahen Guillaumes und seiner Söldner erfuhr, die Nachricht überbracht worden sein, dass die Regentin ihm die Köpfe seiner Brüder François und Charles schicken würde, sollte er es wagen, mit den deutschen Soldaten französischen Boden zu betreten. Guillaume soll darauf geantwortet haben „Sollte die Königin tun, was sie angekündigt hat, wird es in Frankreich nichts geben, wo ich nicht Spuren meiner Rache hinterlassen werde.“ („Si la reine fait ce qu’elle dit, il n’a rien en France où je ne laisse des marques de ma vengeance.“)
Im Gegensatz zu seinem Bruder Henri I. versöhnte sich Guillaume wieder mit dem französischen König. Auf Bitte François d’Alençons versuchte er 1583, zwischen den beiden streitenden Parteien zu vermitteln und verteidigte im Mai 1589 die Stadt Senlis im Namen Heinrichs III. gegen Truppen der Katholischen Liga.